# Lycée Svetozar Marković de Novi Sad
Le lycée Svetozar Marković de Novi Sad (en serbe cyrillique : Гимназија Светозар Марковић у Новом Саду ; en serbe latin : Gimnazija Svetozar Marković u Novom Sadu) est l'un des quatre lycées de Novi Sad, la capitale de la Voïvodine, en Serbie. Il a été créé en 1963 et est situé au 22 rue Njegoševa, dans le quartier de Stari grad.
L'enseignement y est délivré en serbe et en hongrois.